# Phelsuma pasteuri
Espèce
Synonymes
- Phelsuma v-nigra pasteuri Meier, 1984

Statut de conservation UICN

 NT  : Quasi menacé
Statut CITES
Phelsuma pasteuri est une espèce de geckos de la famille des Gekkonidae.

## Répartition
Cette espèce est endémique de Mayotte, département français de l'Océan Indien.

## Description
C'est un gecko diurne et arboricole.

## Étymologie
Cette espèce est nommée en l'honneur de Georges Pasteur.

## Publication originale
- Meier, 1984 : Zwei neue Formen der Gattung Phelsuma von den Komoren (Sauria: Gekkonidae). Salamandra, vol. 20, n. 1, p. 32-38.